# Saison 2019-2020 de l'AC Milan
 (avril 2019).
Si vous disposez d'ouvrages ou d'articles de référence ou si vous connaissez des sites web de qualité traitant du thème abordé ici, merci de compléter l'article en donnant les références utiles à sa vérifiabilité et en les liant à la section « Notes et références ».
Maillots
Chronologie
Saison précédente Saison suivante
La saison 2019-2020 de l'AC Milan est la 86e saison du club en première division italienne. Cette saison sera marquée par la disqualification pour jouer la Ligue Europa 2019-2020, pour non-respect du fair-play financier. Le 8 octobre 2019, le club décide de se séparer de son entraîneur pour mauvais résultats.
À cause de la pandémie de Covid-19 qui frappe très durement l'Italie, le championnat s'arrête en mars 2020 (26e journée). Il reprend son cours avec un match à huis clos le 20 juin 2020.

## Tableaux des transferts

### Transferts d'été
| Nom                  | Nationalité        | Poste     | Transfert                              | Provenance/Destination  | Division       |
| -------------------- | ------------------ | --------- | -------------------------------------- | ----------------------- | -------------- |
| Arrivées principales |                    |           |                                        |                         |                |
| Rade Krunić          | Bosnie-Herzégovine | Milieu    | achat (8 millions d'euros)             | Empoli FC               | Serie A        |
| Théo Hernandez       | France             | Défenseur | achat (20 millions d'euros)            | Real Sociedad           | Liga           |
| André Silva          | Portugal           | Attaque   | retour prêt                            | Séville FC              | Liga           |
| Rafael Leão          | Portugal           | Attaque   | achat (35 millions d'euros)            | Lille OSC               | Ligue 1        |
| Ismaël Bennacer      | Algérie            | Milieu    | achat (16 millions d'euros)            | Empoli FC               | Serie A        |
| Léo Duarte           | Brésil             | Défense   | achat (11 millions d'euros)            | CR Flamengo             | Serie A        |
| Ante Rebić           | Croatie            | Attaque   | prêt                                   | Eintracht Francfort     | Bundesliga     |
| Départs principaux   |                    |           |                                        |                         |                |
| Riccardo Montolivo   | Italie             | Milieu    | fin de contrat                         |                         |                |
| Cristian Zapata      | Colombie           | Défense   | fin de contrat                         |                         |                |
| Ignazio Abate        | Italie             | Défense   | fin de contrat                         |                         |                |
| Tiémoué Bakayoko     | France             | Milieu    | retour prêt                            | Chelsea FC              | Premier League |
| Andrea Bertolacci    | Italie             | Milieu    | fin de contrat                         |                         |                |
| José Mauri           | Italie             | Milieu    | fin de contrat                         |                         |                |
| Patrick Cutrone      | Italie             | Attaquant | vente (23 millions d'euros plus bonus) | Wolverhampton Wanderers | Premier League |
| Alessandro Plizzari  | Italie             | Gardien   | prêt                                   | Livorno Calcio          | Serie B        |
| Ivan Strinić         | Croatie            | Défense   | fin de contrat                         |                         |                |
| Diego Laxalt         | Uruguay            | Défense   | prêt avec options achat                | Torino FC               | Serie A        |
| André Silva          | Portugal           | Attaque   | prêt                                   | Eintracht Francfort     | Bundesliga     |

### Transferts d'hiver
| Nom                  | Nationalité        | Poste     | Transfert                   | Provenance/Destination | Division               |
| -------------------- | ------------------ | --------- | --------------------------- | ---------------------- | ---------------------- |
| Départs principaux   |                    |           |                             |                        |                        |
| Mattia Caldara       | Italie             | Défense   | prêt                        | Atalanta Bergame       | Serie A                |
| Pepe Reina           | Espagne            | Gardien   | prêt                        | Aston Villa            | Premier League         |
| Fabio Borini         | Italie             | Attaquant |                             | Hellas Verone          | Serie A                |
| Suso                 | Espagne            | Attaquant | prêt                        | Séville FC             | Liga                   |
| Krzysztof Piątek     | Pologne            | Attaquant | vente (27 millions d'euros) | Hertha Berlin          | Bundesliga             |
| Ricardo Rodriguez    | Suisse             | Défense   | prêt                        | PSV Eindhoven          | Eredivisie             |
| Arrivées principales |                    |           |                             |                        |                        |
| Zlatan Ibrahimović   | Suède              | Attaque   | libre                       | LA Galaxy              | MLS                    |
| Simon Kjaer          | Danemark           | Défense   | prêt                        | Atalanta Bergame       | Serie A                |
| Asmir Begovic        | Bosnie-Herzégovine | Gardien   | prêt                        | FK Qarabag             | Unibank Premyer Liqasi |
| Diego Laxalt         | Uruguay            | Défense   | retour prêt                 | Torino FC              | Serie A                |
| Alexis Saelemaekers  | Belgique           | Milieu    | prêt avec option d'achat    | RSC Anderlecht         | Jupiler League         |

## Résultats

### Serie A
| Journée | Date       | Lieu      | Adversaire         | Score | Buteur(s) pour l'AC Milan                                               |
| ------- | ---------- | --------- | ------------------ | ----- | ----------------------------------------------------------------------- |
| 1       | 25/08/2019 | extérieur | Udinese            | 1-0   |                                                                         |
| 2       | 31/08/2019 | domicile  | Brescia Calcio     | 1-0   | Çalhanoğlu 12e                                                          |
| 3       | 15/09/2019 | extérieur | Hellas Vérone      | 0-1   | Piątek 68e (pen.)                                                       |
| 4       | 22/09/2019 | domicile  | Inter Milan        | 0-2   |                                                                         |
| 5       | 26/09/2019 | extérieur | Torino FC          | 2-1   | Piątek 19e (pen.)                                                       |
| 6       | 29/09/2019 | domicile  | ACF Fiorentina     | 1-3   | Rafael Leão 80e                                                         |
| 7       | 05/10/2019 | extérieur | Genoa CFC          | 1-2   | Hernandez 51e, Kessié 57e (pen.)                                        |
| 8       | 20/10/2019 | domicile  | US Lecce           | 2-2   | Çalhanoğlu 20e, Piątek 81e                                              |
| 9       | 27/10/2019 | extérieur | AS Rome            | 2-1   | Hernandez 55e                                                           |
| 10      | 30/10/2019 | domicile  | SPAL               | 1-0   | Suso 63e                                                                |
| 11      | 03/11/2019 | domicile  | SS Lazio           | 1-2   | Bastos 28e (csc)                                                        |
| 12      | 10/11/2019 | extérieur | Juventus FC        | 1-0   |                                                                         |
| 13      | 24/11/2019 | domicile  | SSC Naples         | 1-1   | Bonaventura 29e                                                         |
| 14      | 01/12/2019 | extérieur | Parme Calcio 1913  | 0-1   | Hernandez 88e                                                           |
| 15      | 08/12/2019 | extérieur | Bologne FC         | 2-3   | Piątek 15e (pen.), Hernandez 32e, Bonaventura 46e                       |
| 16      | 15/12/2019 | domicile  | US Sassuolo        | 0-0   |                                                                         |
| 17      | 22/12/2019 | extérieur | Atalanta Bergame   | 5-0   |                                                                         |
| 18      | 06/01/2020 | domicile  | Sampdoria de Gênes | 0-0   |                                                                         |
| 19      | 12/01/2019 | extérieur | Cagliari Calcio    | 0-2   | Rafael Leão 46e, Ibrahimović 64e                                        |
| 20      | 19/01/2020 | domicile  | Udinese            | 3-2   | Rebić 48e 90e, Hernandez 71e                                            |
| 21      | 24/01/2020 | extérieur | Brescia Calcio     | 0-1   | Rebić 71e                                                               |
| 22      | 02/02/2020 | domicile  | Hellas Vérone      | 1-1   | Çalhanoğlu 29e                                                          |
| 23      | 09/02/2020 | extérieur | Inter Milan        | 4-2   | Rebić 40e, Ibrahimović 45e                                              |
| 24      | 16/02/2019 | domicile  | Torino FC          | 1-0   | Rebić 25e                                                               |
| 25      | 23/02/2019 | extérieur | ACF Fiorentina     | 1-1   | Rebić 57e                                                               |
| 26      | 13/05/2020 | domicile  | Genoa CFC          | 1-2   | Ibrahimović 77e                                                         |
| 27      | 22/06/2020 | extérieur | US Lecce           | 1-4   | Castillejo 26e, Bonaventura 55e, Rebić 57e, Rafael Leão 72e             |
| 28      | 28/06/2020 | domicile  | AS Rome            | 2-0   | Rebić 77e, Çalhanoğlu 89e (pen.)                                        |
| 29      | 01/07/2020 | extérieur | SPAL               | 2-2   | Rafael Leão 79e, Vicari (en) 90+4e (csc)                                |
| 30      | 04/07/2020 | extérieur | SS Lazio           | 0-3   | Çalhanoğlu 23e, Ibrahimović 34e (pen.), Rebić 59e                       |
| 31      | 07/07/2020 | domicile  | Juventus FC        | 4-2   | Ibrahimović 62e (pen.), Kessié 66e, Rafael Leão 67e, Rebić 80e          |
| 32      | 12/07/2020 | extérieur | SSC Naples         | 2-2   | Hernandez 20e, Kessié 73e (pen.)                                        |
| 33      | 15/07/2020 | domicile  | Parme Calcio 1913  | 3-1   | Kessié 55e, Romagnoli 59e, Çalhanoğlu 77e                               |
| 34      | 18/07/2020 | domicile  | Bologne FC         | 5-1   | Saelemaekers 10e, Çalhanoğlu 24e, Bennacer 49e, Rebić 57e, Calabria 90e |
| 35      | 21/07/2020 | extérieur | US Sassuolo        | 1-2   | Ibrahimović 19e, 45e                                                    |
| 36      | 26/07/2020 | domicile  | Atalanta Bergame   | 1-1   | Çalhanoğlu 14e                                                          |
| 37      | 29/07/2020 | extérieur | Sampdoria de Gênes | 1-4   | Ibrahimović 4e 58e , Çalhanoğlu 52e, Rafael Leão 90+2e,                 |
| 38      | 01/08/2020 | domicile  | Cagliari Calcio    | 3-0   | Klavan 10e (csc), Ibrahimović 55e, Castillejo 57e                       |

### Classement
| Rang | Équipe             | Pts | J  | G  | N  | P  | Bp | Bc | Diff |
| ---- | ------------------ | --- | -- | -- | -- | -- | -- | -- | ---- |
| 1    | Juventus FC T      | 83  | 38 | 26 | 5  | 7  | 76 | 43 | +33  |
| 2    | Inter Milan        | 82  | 38 | 24 | 10 | 4  | 81 | 36 | +45  |
| 3    | Atalanta Bergame   | 78  | 38 | 23 | 9  | 6  | 98 | 48 | +50  |
| 4    | SS LazioS          | 78  | 38 | 24 | 6  | 8  | 79 | 42 | +37  |
| 5    | AS Rome            | 70  | 38 | 21 | 7  | 10 | 77 | 51 | +26  |
| 6    | AC Milan           | 66  | 38 | 19 | 9  | 10 | 63 | 46 | +17  |
| 7    | SSC NaplesC        | 62  | 38 | 18 | 8  | 12 | 61 | 50 | +11  |
| 8    | US Sassuolo        | 51  | 38 | 14 | 9  | 15 | 69 | 63 | +6   |
| 9    | ACF Fiorentina     | 49  | 38 | 12 | 13 | 13 | 51 | 48 | +3   |
| 10   | Parme Calcio 1913  | 49  | 38 | 14 | 7  | 17 | 56 | 57 | -1   |
| 11   | Hellas Vérone P    | 49  | 38 | 12 | 13 | 13 | 47 | 51 | -4   |
| 12   | Bologne FC         | 47  | 38 | 12 | 11 | 15 | 52 | 65 | -13  |
| 13   | Cagliari Calcio    | 45  | 38 | 11 | 12 | 15 | 52 | 56 | -4   |
| 14   | Udinese Calcio     | 45  | 38 | 12 | 9  | 17 | 37 | 51 | -14  |
| 15   | Sampdoria de Gênes | 42  | 38 | 12 | 6  | 20 | 48 | 65 | -17  |
| 16   | Torino FC          | 40  | 38 | 11 | 7  | 20 | 46 | 68 | -22  |
| 17   | Genoa CFC          | 39  | 38 | 10 | 9  | 19 | 47 | 73 | -26  |
| 18   | US Lecce P         | 35  | 38 | 9  | 8  | 21 | 52 | 85 | -33  |
| 19   | Brescia Calcio P   | 25  | 38 | 6  | 7  | 25 | 35 | 80 | -45  |
| 20   | SPAL               | 20  | 38 | 5  | 5  | 28 | 27 | 77 | -50  |

Qualifications européennes
Ligue des champions de l'UEFA 2020-2021
Ligue Europa 2020-2021
Relégation
Abréviations

### Évolution du classement
| Journée  | 1  | 2  | 3 | 4  | 5  | 6  | 7  | 8  | 9  | 10 | 11 | 12 | 13 | 14 | 15 | 16 | 17 | 18 | 19 | 20 | 21 | 22 | 23 | 24 | 25 | 26 | 27 | 28 | 29 | 30 | 31 | 32 | 33 | 34 | 35 | 36 | 37 | 38 | Journées en tête |
| -------- | -- | -- | - | -- | -- | -- | -- | -- | -- | -- | -- | -- | -- | -- | -- | -- | -- | -- | -- | -- | -- | -- | -- | -- | -- | -- | -- | -- | -- | -- | -- | -- | -- | -- | -- | -- | -- | -- | ---------------- |
| Rang     | 16 | 12 | 7 | 12 | 12 | 16 | 13 | 12 | 12 | 10 | 11 | 14 | 12 | 12 | 10 | 10 | 11 | 12 | 10 | 8  | 6  | 6  | 8  | 6  | 7  | 9  | 8  | 7  | 7  | 7  | 7  | 7  | 7  | 7  | 6  | 6  | 6  | 6  | 0                |
| Résultat | D  | V  | V | D  | D  | D  | V  | N  | D  | V  | D  | D  | N  | V  | V  | N  | D  | D  | V  | V  | V  | N  | D  | V  | N  | D  | V  | V  | N  | V  | V  | N  | V  | V  | V  | N  | V  | V  | —                |

### Coupe d'Italie
| Tour       | Date            | Lieu      | Adversaire  | Score | Buteurs pour l'AC Milan                                |
| ---------- | --------------- | --------- | ----------- | ----- | ------------------------------------------------------ |
| 1/8 finale | 15 janvier 2020 | domicile  | SPAL        | 3-0   | Piątek 20e, Castillejo 44e, Hernandez 66e              |
| 1/4 finale | 28 janvier 2020 | domicile  | Torino FC   | 4-2   | Bonaventura 12e, Çalhanoğlu 90e 106e, Ibrahimović 108e |
| 1/2 finale | 13 février 2020 | domicile  | Juventus FC | 1-1   | Rebić 61e                                              |
| 1/2 finale | 12 juin 2020    | extérieur | Juventus FC | 0-0   |                                                        |